# Scopula voluptaria
Scopula voluptaria là một loài bướm đêm trong họ Geometridae.